# Carl Felkel
Carl Felkel, oft auch Karl Felkel (* 18. Jänner 1896 in Stockerau, Niederösterreich; † 1. Mai 1980 in London), war ein österreichischer Maler und Illustrator.

## Leben
Felkel war ein Sohn des Zeichenprofessors der Stockerauer Mittelschule. Nach der Gymnasialmatura ebenda ging Felkel in die private Mal- und Zeichenschule Walter Thor in München, dann 1914 an die Akademie der bildenden Künste Wien zu Josef Jungwirth, Hans Tichy, Rudolf Bacher.
Felkel war vor allem als Landschafts- und Porträtmaler tätig, außerdem als Buchillustrator, seine Werke signierte er mit C.F. (Illustrationen) oder C.FELKEL, CARL FELKEL bzw. FELKEL, selten Felkel (Gemälde). Von 1925 bis 1936 unternahm er Studienreisen, unter anderem 1926 nach Capri, 1928 nach Südfrankreich, 1929/30 nach Paris und 1933 nach Sizilien. Diese Arbeiten wurden in Paris, Rom, London und in Wien im Palais Pallfy und dem Künstlerhaus der Öffentlichkeit vorgestellt und brachten große Anerkennung.
1936 ließ er sich in London nieder und wurde in die Royal Academy of Arts wie auch in die konkurrierende Royal Society of Portrait Painters aufgenommen und gleichzeitig Mitglied der Royal Scottish Academy und der Graphischen Gesellschaft (englisch Society of Graphic Art). Seine erste Ausstellung in England war 1938 in der Goupil Gallery. Nach dem Krieg bereiste er den europäischen Kontinent, malte Landschaftsszenen und Porträts. Diese Aquarelle und Ölbilder wurden 1948 in der Batsford Gallery, 1950 in der Cooling Gallery und 1962 im Leighton House ausgestellt. Bilder von Carl Felkel befinden sich in vielen Ländern der Welt.
Seine Porträts waren vor allem in England sehr hoch geschätzt. Er malte die Päpste Pius XI., Pius XII., Persönlichkeiten des englischen und deutschen Hochadels und viele Persönlichkeiten aus Österreich. Spezialisiert auf Porträtmalerei in impressionistischer Manier, schuf er auch Bildnisse, Stillleben, Landschaften, Veduten aus Venedig (Kleiner Kanal) und Paris (Bahnhof Montparnasse, Markt um die Tour St. Jacques), meist Aquarelle; ferner phantasievolle Fresken für Festsäle und Tanzlokale, u. a. für die Eingangshalle des Wiener Kabaretts „Simplicissimus“, 1932 (ephemere Schöpfungen). Er schuf auch allegorische Akte. Schon frühzeitig erhielt er den Österreichischen Staatspreis für ein großes Interieurbild. Später folgte dann der Preis von Rom.
Felkel starb 1980 in London. In Stockerau wurde die Carl Felkel-Straße ⊙ nach ihm benannt.

## Ausstellungen
- LXXXV. Ausstellung der Vereinigung bildender Künstler Wiener Secession (1925)[2]
- Auf der Ausstellung „Vereinsloser Künstler“ im Wiener Künstlerhaus 1929 waren von ihm: Ölbildnis L. D., die Aquarelle Mentone, Garten-SchlößI, Steyr-Vorstadt und die Kreidezeichnungen Großbauer, Buchen.
- CXXX. Ausstellung der Vereinigung bildender Künstler Wiener Secession Herbstausstellung 1933.[3]
- Österreichisches Kulturzentrum (ÖKZ Österreich-Haus) Reisen in Europa - Aquarelle Und Portraits - 9. Bis 30. Oktober 1970[4][5]
- Ausstellung in den Kabinetten der Galerie Schwarzer: Landschaftsaquarelle